# Accord de libre-échange entre le Japon et le Pérou
L'accord de libre-échange entre le Japon et le Pérou est un accord de libre-échange signé en juin 2011 et mis en application le 1er mars 2012. L'accord supprime la quasi-totalité des droits de douane entre les deux pays.